# Лакедемон (мифология)
Лакедемон (др.-греч. Λᾰκεδαίμων) — персонаж древнегреческой мифологии. Сын Зевса и плеяды Таигеты. По его имени страна названа Лакедемоном. Жена Спарта, дети Амикл и Эвридика. Выстроил город и назвал его Спартой. Святилище ему в местечке Алесии. Установил почитание Харит, приняв, что их две: Клета и Фаенна.